# هيرمان فرانك
هيرمان فرانك (بالألمانية: Herman Frank)‏ هو منتج أسطوانات وعازف قيثارة ألماني، ولد في القرن العشرين في إرلنغن في ألمانيا.

## وصلات خارجية
- هيرمان فرانك على موقع ميوزك برينز (الإنجليزية)
- هيرمان فرانك على موقع أول ميوزيك (الإنجليزية)
- هيرمان فرانك على موقع ديسكوغز (الإنجليزية)